# 釜山沙下警察署
釜山沙下警察署（プサンサハけいさつしょ）は、釜山地方警察庁所管の警察署である。

## 管轄区域
- 沙下区

## 沿革
- 1989年8月1日 - 西部警察署から分離発足。

## 管轄地区隊
- 槐亭地区隊
- 下端地区隊
- 甘川地区隊
- 多大地区隊

## 管轄派出所
- 新平派出所
- 長林派出所

## 管轄治安センター
- 槐亭2治安センター
- 槐亭3治安センター
- 槐亭4治安センター
- 下端2治安センター
- 堂里治安センター
- 甘川2治安センター
- 旧平治安センター
- 新平1治安センター
- 多大1治安センター
- 長林2治安センター